# Magnus Andersson (fotbollsspelare född 1958)
Magnus Andersson, född 23 april 1958, är en svensk före detta fotbollsspelare.

## Karriär
Andersson spelade för Malmö FF på 1970- och 1980-talet. Han spelade för klubben mot Nottingham Forest FC i finalen av Europacupen för mästarlag 1979. Han fick, liksom sina lagkamrater, en miniatyrkopia av Svenska Dagbladets guldmedalj för prestationen att nå finalen.
Han spelade elva A-landskamper och var med i Sveriges trupp vid världsmästerskapet i fotboll 1978.
Andersson var 1996 tränare för allsvenska Trelleborgs FF. Laget klarade allsvenskt kontrakt efter kval.